# Hypoblemum villosum
Hypoblemum villosum är en spindelart som först beskrevs av Eugen von Keyserling 1883.  Hypoblemum villosum ingår i släktet Hypoblemum och familjen hoppspindlar. Inga underarter finns listade i Catalogue of Life.